# Papa Inocențiu al VII-lea
Papa Inocențiu al VII-lea (n. 1339, Sulmona, Abruzzo, Italia – d. 15 noiembrie 1406, Roma, Statele Papale) a fost un papă al Romei.
1. ↑  Catholic-Hierarchy.org, accesat în 19 octombrie 2020